# 喬治·朗
喬治·朗（George Martin Long）是英格蘭的一位足球運動員，在場上司職守門員。他現在效力於英冠球隊米尔沃尔。當時只有20歲，喬治·朗已經是謝菲爾德聯的主力門將。他也代表英格蘭各級青年隊參加比賽。自2011年開始，他代表英格蘭U18國家隊參加比賽。

## 榮譽
個人
- 英甲每月佳球員：2012年10月[3]；
- 聯賽每月最佳青年球員：2013年2月[4]；